# Гросмёльзен
Гросмёльзен (нем. Großmölsen) — община в Германии, в земле Тюрингия. 
Входит в состав района Зёммерда. Подчиняется управлению Грамме-Ауэ.  Население составляет 242 человека (на 31 декабря 2010 года). Занимает площадь 4,99 км².